# Бинджи
Бинджи (англ. Binji) — город и район местного управления на северо-западе Нигерии, на территории штата Сокото.

## Географическое положение
Город находится в западной части штата, к северу от реки Сокото, на высоте 301 метра над уровнем моря. Бинджи расположен на расстоянии приблизительно 35 километров к северо-западу от города Сокото, административного центра штата и на расстоянии 525 километров к северо-западу от Абуджи, столицы страны. Площадь района составляет 587,32 км².

## Население
По данным переписи 2006 года численность населения района составляла 104 274 человек.
Динамика численности населения города по годам:
| 1991   | 2006    |
| ------ | ------- |
| 54 239 | 104 274 |

## Транспорт
Ближайший аэропорт расположен в городе Сокото.